# Roskambrug (Brugge)
De Roskambrug over het Boudewijnkanaal ter hoogte van Dudzele in Brugge is een enkele basculebrug op het traject van de A11. Eigenlijk zijn het twee afzonderlijke bruggen, één per rijrichting. Ze liggen in het verlengde van het viaduct dat parallel loopt aan de bocht van spoorlijn 51B. Het zijn de enige beweegbare bruggen op een autosnelweg in België. De hoogte van de bruggen is zo gekozen dat de meeste binnenvaartschepen er onderdoor kunnen varen. Het verkeer op de snelweg wordt daardoor hooguit een paar keer per dag gestremd om een schip te laten doorvaren.
Omdat er op een snelweg officieel geen verkeerslichten of onderbrekingen mogelijk zijn, is voor de weg ter hoogte van de brug tijdelijk het statuut autosnelweg opgeheven en een autoweg in de plaats gezet. Hier mogen wel verkeerslichten worden geplaatst, zoals veel expreswegen zijn aangelegd.